# Gennadi Olegowitsch Logofet
Gennadi Olegowitsch Logofet (russisch Геннадий Олегович Логофет; * 15. April 1942 in Moskau; † 5. Dezember 2011 ebenda) war ein russischer Fußballspieler.

## Laufbahn

### Verein
Gennadi Logofet begann seine Laufbahn 1960 bei Spartak Moskau in der Wysschaja Liga, mit dem er sowohl zwei sowjetische Meistertitel als auch drei sowjetische Pokalwettbewerb gewann.

### Nationalmannschaft
Bei der Fußball-Europameisterschaft 1968 sowie bei der Fußball-Weltmeisterschaft 1970 gehörte Logofet zum Aufgebot der sowjetischen Auswahlmannschaft.

## Erfolge
- Sowjetischer Meister: 1962, 1969
- Sowjetischer Pokalsieger: 1963, 1965, 1971